# 侏儒 (龙与地下城)
侏儒是游戏《龙与地下城》中的虚构生物，天性团结。
根据侏儒的传说，他们是由他们的主神加尔·闪金在一个充满宝石的洞穴中，对宝石吹了一口气后诞生出来的。他们的幽默感和恶作剧的天性则是受到了闪金对他们讲了许多笑话的影响。从钻石中出来的侏儒居住在地表下，成为了岩侏儒；从翡翠中出来的侏儒居住在森林中，成为了森林侏儒；从红宝石中出来的侏儒住在最深的地底，成为了地底侏儒。